# 1 500 mètres féminin aux championnats du monde d'athlétisme 1999
Navigation
Athènes 1997 Edmonton 2001
L'épreuve du 1 500 mètres féminin des championnats du monde d'athlétisme 1999 s'est déroulée les 27 et 29 août 1999 au Stade olympique de Séville, en Espagne. Elle est remportée par la Russe Svetlana Masterkova.

## Résultats

### Finale
| Rang               | Athlète                | Pays       | Temps         | Notes |
| ------------------ | ---------------------- | ---------- | ------------- | ----- |
| Médaille d'or      | Svetlana Masterkova    | Russie     | 3 min 59 s 53 | SB    |
| Médaille d'argent  | Regina Jacobs          | États-Unis | 4 min 00 s 35 | PB    |
| Médaille de bronze | Kutre Dulecha          | Éthiopie   | 4 min 00 s 96 | SB    |
| 4                  | Violeta Beclea-Szekely | Roumanie   | 4 min 00 s 98 |       |
| 5                  | Carla Sacramento       | Portugal   | 4 min 01 s 29 | SB    |
| 6                  | Elena Buhăianu         | Roumanie   | 4 min 04 s 27 | PB    |
| 7                  | Anna Jakubczak         | Pologne    | 4 min 04 s 40 |       |
| 8                  | Ana Amelia Menéndez    | Espagne    | 4 min 04 s 72 |       |
| 9                  | Lidia Chojecka         | Pologne    | 4 min 05 s 55 |       |
| 10                 | Marla Runyan           | États-Unis | 4 min 06 s 45 |       |
| 11                 | Jackline Maranga       | Kenya      | 4 min 07 s 28 |       |
| 12                 | Anita Weyermann        | Suisse     | 4 min 17 s 86 |       |

## Légende
Records et Performances
- AR : Record continental (area record)
- CR : Record des championnats (championship record)
- MR : Record du meeting (meet record)
- NR : Record national (national record)
- OR : Record olympique (olympic record)
- PR : Record paralympique (paralympic record)
- PB : Record personnel (personal best)
- SB : Meilleure performance personnelle de la saison (season's best)
- WL : Meilleure performance mondiale de l'année (world leader)
- WJR : Record du monde junior (world junior record)
- WR : Record du monde (world record)

Circonstances et Conditions
- DNF : N'a pas terminé (did not finish)
- DNS : N'a pas pris le départ (did not start)
- DQ : Disqualification (disqualification)
- NM : Aucun essai valable enregistré (No Mark)
- Q : Qualifié « directement » au prochain tour (ou à la prochaine compétition), lors d'une compétition majeure, grâce au classement ou à la réalisation des minima (automatic qualifier)
- q : Qualifié au prochain tour (ou à la prochaine compétition), lors d'une compétition majeure, grâce au repêchage ou à la réalisation de l'une des meilleures performances parmi celles des « non qualifiés directement » (grâce au meilleur temps ou à la meilleure distance par exemple) (secondary qualifier)